# Nicias (pintor)

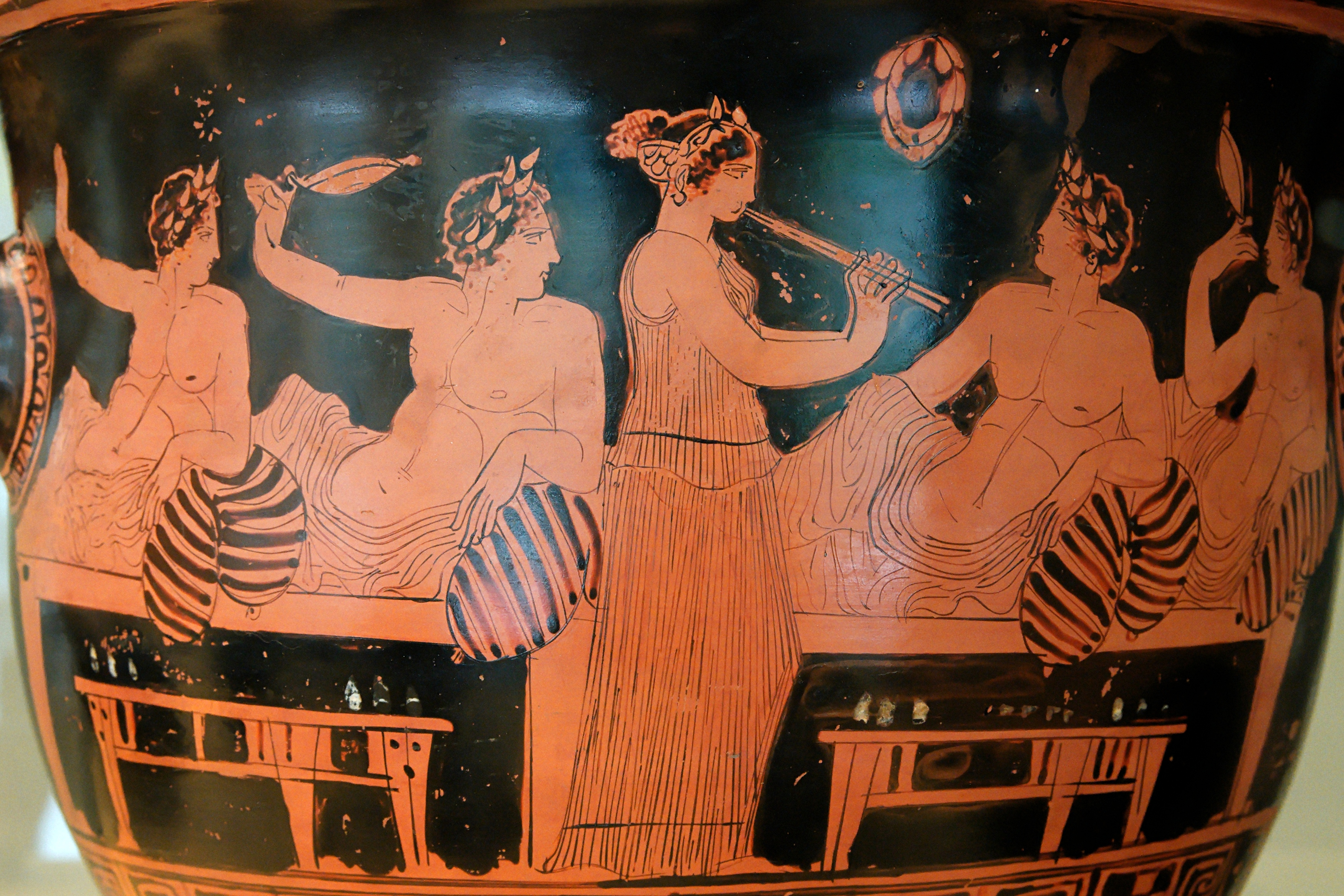
Escena de simposio de Nicias
Crátera de figuras rojas

Nicias (Nicias, Nikías Νικίας) fue un famoso pintor ateniense, hijo de Nicomedes, discípulo de Antídoto y Eufránor. Floreció hacia el 310 a. C. lo que coincide con la noticia dada por Plutarco que dice que rehusó vender una de sus pinturas al rey Ptolomeo (supuestamente Ptolomeo I de Egipto). Según Plinio el Viejo, Nicias pintó las estatuas de Praxíteles (que floreció hacia 364 a. C. a 360 a. C.) lo que parece demasiado tiempo antes por lo que se cree que una de las dos noticias es errónea; en todo caso Nicias habría pintado muy joven las estatuas de Praxíteles hechas al final de su carrera después del 350 a. C. y habría rehusado vender su pintura a Ptolomeo siendo ya anciano, cuando ya era bastante rico y famoso.
Destacaba por las pinturas de figuras femeninas, por su habilidad con la luz y las sombras y por el relieve de las figuras. Plinio menciona algunas de sus pinturas:
- Nemea sentada en un león, con la inscripción (Νικίας ἐνἐκανδεν
- Jacinto de joven sugiriendo el amor de Apolo hacia él.
- Artemisa en Éfeso
- Regiones infernales según Homero (Νεκυία,Necromantia Homeri), obra que no quiso vender a Ptolomeo aunque se le ofrecieron 60 talentos.
- Calipso
- Io
- Andrómeda
- Alejandro (Paris)
- Calipso sentada en el patio de Pompeo
- Algunos animales (era especialmente elogiado por sus perros)
- Una tumba cerca de Tritea a Acaya (descrita por Pausanias)

Demetrio de Falero dice que su especialidad era pintar batallas por tierra y mar.
Fue el primer pintor que usó el ocre tostado, descubierto por accidente. Tuvo un esclavo y favorito de nombre Omfalión que fue su principal discípulo. Fue enterrado en Atenas en la vía que llevaba a la Academia.